# Olympische Sommerspiele 1992/Teilnehmer (Liechtenstein)
| Gelbes Symbol für Goldmedaillen mit stilisierten Olympischen Ringen | Graues Symbol für Silbermedaillen mit stilisierten Olympischen Ringen | Braundes Symbol für Bronzemedaillen mit stilisierten Olympischen Ringen |
| ------------------------------------------------------------------- | --------------------------------------------------------------------- | ----------------------------------------------------------------------- |
| —                                                                   | —                                                                     | —                                                                       |

Liechtenstein nahm an den XXV. Olympischen Sommerspielen in Barcelona mit einer Delegation von 7 Athleten teil. Es war die elfte Teilnahme des Landes bei Sommerspielen.

## Teilnehmer nach Sportarten

### Judo
- Biggi Blum
- Walther Kaiser

### Leichtathletik
- Manuela Marxer
- Roland Wille

### Radsport
- Yvonne Elkuch
- Patrick Matt

### Schiessen
- Josef Brendle